# Potalia maguireorum
Potalia maguireorum är en gentianaväxtart som beskrevs av L. Struwe och V.A. Albert. Potalia maguireorum ingår i släktet Potalia och familjen gentianaväxter. Inga underarter finns listade i Catalogue of Life.